# Servando
Servando (fl. VI secolo) è stato un abate italiano della Badia di San Sebastiano ad Alatri.

## Biografia
Visse una vita austera, interamente dedicata al servizio di Dio. Anche il pontefice san Gregorio lodò il venerando abate. Può vantare il titolo di protocenobio, che edificò tra la fine del VI secolo la Badia di San Sebastiano, prima dei monasteri di Subiaco con l'appoggio del Prefetto delle Gallie, Pietro Liberio. In questo monastero alatrense, si portava avanti una vita comunitaria con regole simili alle comunità orientali conosciute proprio da Servando negli anni in cui era in Palestina.
Fu amico di san Benedetto il quale nel 528, dovendo recarsi a Cassino insieme ai discepoli Mauro e Placido, conobbe per la prima volta l'abate Servando, del quale gli era già nota la fama di santità. In occasione di quella visita san Benedetto donò all'abate una campanella per ripagare l'ospitalità, che ancora oggi è conservata presso il monastero delle suore benedettine di Alatri.
Nacque da quel giorno un'intensa amicizia tra i due, che spinse in più di un'occasione l'abate Servando a recarsi in visita presso il cenobio edificato a Montecassino da san Benedetto. Fu proprio durante una di queste visite che i due sarebbero stati testimoni, una notte, della visione di una pioggia di luce sfavillante che accompagnava l'ascesa al cielo di Germano, Vescovo di Capua. Germano, secondo la leggenda, morì proprio la sera della visione (30 ottobre 541).